# ジャック・デンプシー (ミドル級)
“ノンパレル”ジャック・デンプシー（"Nonpareil" Jack Dempsey、1862年12月15日 - 1896年11月1日）は、アイルランド出身の元プロボクサー。元世界ミドル級チャンピオン。一般に近代ボクシングにおける初代世界ミドル級チャンピオンとされる（ただし異説あり）。本名はジョン・エドワード・ケリー (John Edward Kelly)。
「狂騒の20年代」のシンボルであるヘビー級王者のジャック・デンプシーと同名だが、本来こちらが“本家”であり、有名なヘビー級王者（本名：ウィリアム・ハリソン・デンプシー）は、“ノンパレル”（無双）と称されたこの偉大なミドル級王者にあやかって、“ジャック”のリングネームを名乗った。

## 略歴
当時としては比類なき強打と技巧の持ち主で、1884年、世界王者を自称していたカナダのジョージ・フルジェームスと戦って22回判定勝ち、これを以てデンプシーを初代世界ミドル級王者とする識者が多い。また1884年から1886年にかけてはライト級の王座を保持して2度の防衛に成功し、これを初代世界ライト級王座とする場合もある。
同時代の強豪を相手に王座を4度防衛。4度目の防衛戦では、自称世界王者ジョージ・ラブランチェのピボット・ブロー（身体を一回転させて手の甲で相手を打つパンチ）を喰らってあわやKO負けという危機を迎えたが、ナックルを当てていないパンチは反則だとのデンプシー側の抗議が認められ、逆転勝利となった。
1891年1月14日、後の世界ヘビー級王者で三階級制覇者のボブ・フィッシモンズに13回KO負けを喫し、王座から陥落した。

## 通算戦績
68戦48勝（25KO）3敗7引分け7無判定3無効